# 文禄
文禄（、旧字体：文󠄁祿）は、日本の元号の一つ。天正の後、慶長の前。1592年から1596年までの期間を指す。この時代の天皇は後陽成天皇、征夷大将軍は不在。

## 改元
- 天正20年12月8日（グレゴリオ暦1593年1月10日[注釈 1]） 改元理由は後陽成天皇の代始改元だが、即位6年目という歴史上3番目に長い遅滞で[注釈 2]、豊臣秀次の関白就任による改元という説[2]がある。
- 文禄5年10月27日（グレゴリオ暦1596年12月16日） 慶長に改元

文禄への改元は、「武家関白制」を採った豊臣政権最初の改元であり、新天皇の代始改元を行いたかった公家側の希望と日本全国の平定を果たした武家側の要請が一致して実施された改元であると考えられている。秀次関白就任1年後に改元され、さらに秀次切腹事件の1年後、慶長へと豊臣政権2度目の改元に至った。

## 文禄年間の出来事
文禄5年には大きな地震が相次いだことで慶長に改元された（このため、地震は「慶長」を冠して呼ばれる）。
- 元年
  - 文禄の役（天正20年4月12日に始まる）
- 2年
  - 1月5日 - 正親町上皇崩御
  - 8月3日 - 淀殿が、大坂城で拾（のちの豊臣秀頼）を出産
  - 小笠原貞頼が小笠原諸島を発見したとされる
- 3年
  - 2月27日 - 豊臣秀吉が吉野で花見の宴を行う
  - 4月15日 - 近衛信尹が薩摩に流される
  - 8月1日 - 伏見城が完成し、豊臣秀吉が入城
  - 9月29日 - 福島正則・島津義弘らが巨済島の朝鮮軍を破る
  - 豊臣秀吉が全国的に検地を実施（太閤検地）
- 4年
  - 7月8日 - 豊臣秀吉、高野山に豊臣秀次を追放
  - 7月15日 - 豊臣秀次が自害
  - 7月 - 聚楽第を豊臣秀吉が破壊させる
  - 8月2日 - 豊臣秀吉が豊臣秀次の妾や子女を三条河原で処刑
- 5年
  - 閏7月9日 - 伊予国と豊後国で大地震（豊後国の被害は12日説もある）、薬師寺の本堂や仁王門、鶴岡八幡宮が倒壊、別府湾で大津波、瓜生島が水没。（慶長伊予地震・慶長豊後地震）
  - 閏7月12日 - 九州で地震?（伊予・豊後地震または伏見地震と同一?）、日向国で津波?
  - 閏7月12-13日 - 畿内一円で大地震、伏見城が倒壊し、方広寺大仏（京の大仏）が損壊した（慶長伏見地震）
  - 8月28日 - スペインのサン・フェリペ号が浦戸湾に漂着（サン＝フェリペ号事件）

### 誕生
- 2年
  - 8月3日 - 豊臣秀頼、豊臣秀吉の子（+ 慶長20年）
  - 11月25日 - 前田利常、前田利家の子、加賀藩主（+ 万治元年）
- 3年
  - 月日不明 - 里見忠義、里見義康の子、館山藩二代藩主（+ 元和8年）
- 4年
  - 10月18日 - 毛利秀就、毛利輝元の子、長州藩初代藩主（+ 慶安4年）
  - 6月10日 - 松平忠直、松平秀康の子、越前藩主（+ 慶安3年）
- 5年 
  - 6月4日 - 後水尾天皇、後陽成天皇第3皇子、第108代天皇（+ 延宝8年）

### 死去
- 2年 
  - 月日不明 - 石川数正、松本城主（* 天文2年）
- 3年
  - 8月24日 - 石川五右衛門、戦国時代の盗賊（* 永禄元年?）
  - 9月15日 - 大久保忠世、徳川家の旗本、小田原城主（* 天文元年）
- 4年
  - 2月7日 - 蒲生氏郷、戦国期の武将、若松城主（* 弘治2年）
  - 7月15日 - 豊臣秀次、豊臣秀吉の甥、関白（* 永禄11年）

## 西暦との対照表
※は小の月を示す。
| 文禄元年（壬辰） | 一月      | 二月※ | 三月  | 四月※ | 五月※ | 六月  | 七月※ | 八月    | 九月※ | 十月   | 十一月 | 十二月    |           |
| ---------------- | --------- | ----- | ----- | ----- | ----- | ----- | ----- | ------- | ----- | ------ | ------ | --------- | --------- |
| グレゴリオ暦     | 1592/2/13 | 3/14  | 4/12  | 5/12  | 6/10  | 7/9   | 8/8   | 9/6     | 10/6  | 11/4   | 12/4   | 1593/1/3  |           |
| ユリウス暦       | 1592/2/3  | 3/4   | 4/2   | 5/2   | 5/31  | 6/29  | 7/29  | 8/27    | 9/26  | 10/25  | 11/24  | 12/24     |           |
| 文禄二年（癸巳） | 一月※     | 二月  | 三月※ | 四月  | 五月※ | 六月※ | 七月  | 八月※   | 九月※ | 閏九月 | 十月   | 十一月    | 十二月※   |
| グレゴリオ暦     | 1593/2/2  | 3/3   | 4/2   | 5/1   | 5/31  | 6/29  | 7/28  | 8/27    | 9/25  | 10/24  | 11/23  | 12/23     | 1594/1/22 |
| ユリウス暦       | 1593/1/23 | 2/21  | 3/23  | 4/21  | 5/21  | 6/19  | 7/18  | 8/17    | 9/15  | 10/14  | 11/13  | 12/13     | 1594/1/12 |
| 文禄三年（甲午） | 一月      | 二月  | 三月※ | 四月  | 五月※ | 六月※ | 七月  | 八月※   | 九月※ | 十月   | 十一月 | 十二月※   |           |
| グレゴリオ暦     | 1594/2/20 | 3/22  | 4/21  | 5/20  | 6/19  | 7/18  | 8/16  | 9/15    | 10/14 | 11/12  | 12/12  | 1595/1/11 |           |
| ユリウス暦       | 1594/2/10 | 3/12  | 4/11  | 5/10  | 6/9   | 7/8   | 8/6   | 9/5     | 10/4  | 11/2   | 12/2   | 1595/1/1  |           |
| 文禄四年（乙未） | 一月      | 二月  | 三月  | 四月※ | 五月※ | 六月  | 七月※ | 八月    | 九月※ | 十月※  | 十一月 | 十二月    |           |
| グレゴリオ暦     | 1595/2/9  | 3/11  | 4/10  | 5/10  | 6/8   | 7/7   | 8/6   | 9/4     | 10/4  | 11/2   | 12/1   | 12/31     |           |
| ユリウス暦       | 1595/1/30 | 3/1   | 3/31  | 4/30  | 5/29  | 6/27  | 7/27  | 8/25    | 9/24  | 10/23  | 11/21  | 12/21     |           |
| 文禄五年（丙申） | 一月※     | 二月  | 三月  | 四月※ | 五月  | 六月※ | 七月  | 閏七月※ | 八月  | 九月※  | 十月   | 十一月※   | 十二月    |
| グレゴリオ暦     | 1596/1/30 | 2/28  | 3/29  | 4/28  | 5/27  | 6/26  | 7/25  | 8/24    | 9/22  | 10/22  | 11/20  | 12/20     | 1597/1/18 |
| ユリウス暦       | 1596/1/20 | 2/18  | 3/19  | 4/18  | 5/17  | 6/16  | 7/15  | 8/14    | 9/12  | 10/12  | 11/10  | 12/10     | 1597/1/8  |